# Edgewood (Illinois)
Edgewood es una villa ubicada en el condado de Effingham en el estado estadounidense de Illinois. En el Censo de 2010 tenía una población de 440 habitantes y una densidad poblacional de 167,87 personas por km².

## Geografía
Edgewood se encuentra ubicada en las coordenadas 38°55′19″N 88°39′51″O / 38.92194, -88.66417. Según la Oficina del Censo de los Estados Unidos, Edgewood tiene una superficie total de 2.62 km², de la cual 2.59 km² corresponden a tierra firme y (1.09%) 0.03 km² es agua.

## Demografía
Según el censo de 2010, había 440 personas residiendo en Edgewood. La densidad de población era de 167,87 hab./km². De los 440 habitantes, Edgewood estaba compuesto por el 97.05% blancos, el 0% eran afroamericanos, el 0% eran amerindios, el 1.59% eran asiáticos, el 0% eran isleños del Pacífico, el 0% eran de otras razas y el 1.36% pertenecían a dos o más razas. Del total de la población el 1.59% eran hispanos o latinos de cualquier raza.